# Гільдепранд Сполетський
Гільдепранд (†789), у 774–789 герцог Сполетський. 
Після смерті Теодіція під час облоги Павії у 774 році лангобарди обрали герцогом Гільдепранда та швидко підкорились франкам. Проте Гільдепранд утік до Риму та склав васальну присягу Папі Римському Адріану I. Спір між папою та Карлом Великим про сузеренітет над Сполето вирішився на користь короля.
У 775 папа Адріан заявляв, що Гільдепранд брав участь у змові Гродгауда Фріульського та Арехіза II Беневентського проти влади папи, проте будь-яких доказів надано не було. Відтоді Гільдепранд став ворогом папи.
У 779 Гільдепранд зустрічався з Карлом Великим біля Комп'єня у Франції. В обмін на щедрі подарунки отримав від короля обіцянку захищати герцогство Сполетське від зазіхань папи. У 788 Гільдепранд брав участь у складі франкських і лангобардських військ у боях проти візантійських нападників.